# Kościół Bożego Ciała w Poznaniu
Kościół Bożego Ciała w Poznaniu – jest położony przy ul. Strzeleckiej 40 / Krakowskiej 3 na Piaskach w centrum miasta na osiedlu samorządowym Stare Miasto. Od 2017 r. wielkopostny kościół stacyjny.

## Historia

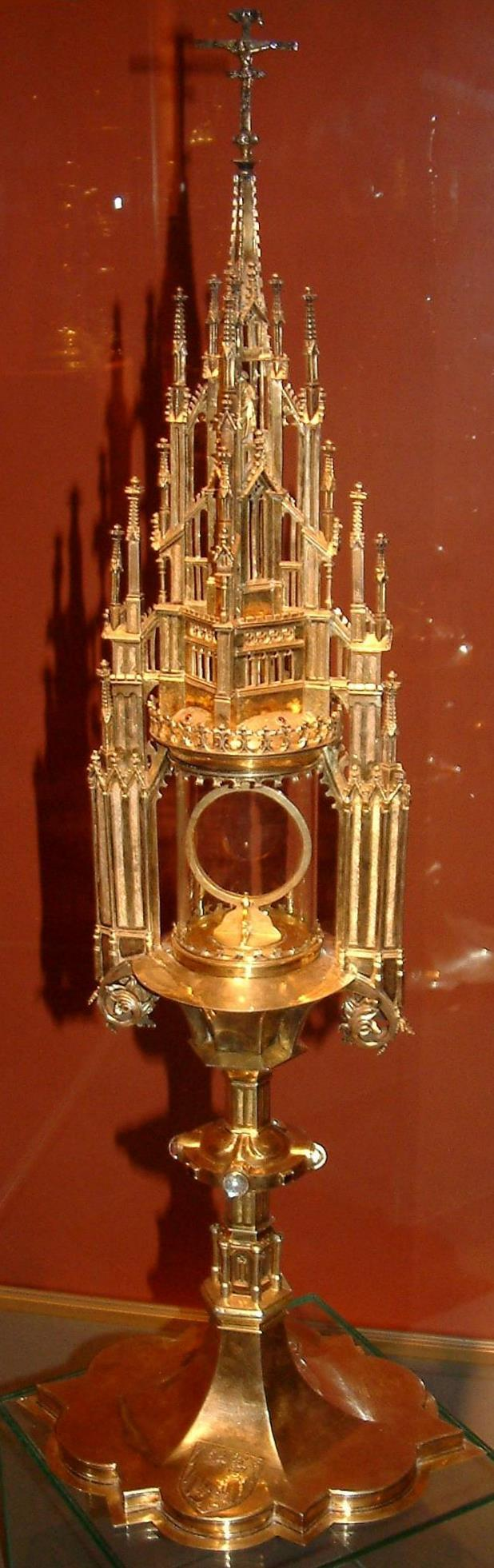
Monstrancja z ok. 1400 roku. Dar Władysława Jagiełły dla kościoła

Kościół Bożego Ciała powstał w miejscu dawnej osady (Piaski), gdzie według legendy odnaleziono skradzione i sprofanowane przez Żydów hostie. Wkrótce po tych wydarzeniach powstała w miejscu znalezienia hostii drewniana kaplica, a rosnąca sława tego miejsca sprawiła, że w 1406 roku Władysław Jagiełło ufundował w jej miejsce gotycki kościół i klasztor karmelitów trzewiczkowych. Kościół wyposażono w długi i wysoki chór, co stanowi nietypowe rozwiązanie w architekturze gotyckiej Wielkopolski. Kolejnym nietypowym rozwiązaniem jest zastosowanie licznego detalu kamiennego. Kościół był ważny osobiście dla króla Władysława Jagiełły, który ślubował przed kampanią grunwaldzką, że odbędzie do niego pielgrzymkę, co zrealizował po bitwie i w 1419 roku, gdy pieszo udał się do niego z Pobiedzisk.
Kościół i klasztor zyskały swą obecną formę po przebudowie z lat 1465–1470. Zespół klasztorny został spalony w 1657 przez Brandenburczyków. Zniszczenia usunięto dopiero w 1664, gdy przebudowano sklepienie nawy głównej, dobudowano barokową fasadę, a całość otynkowano. W tym czasie powstały również drewniane stalle, które około 1670 pokrył polichromią AFC (zidentyfikowany jako brat Andrzej, Andreas Frater Carmelita). Na przełomie XVII i XVIII wieku w przedłużeniu południowej nawy powstała przysadzista wieża według projektu Krzysztofa Bonadury Starszego, a w 1726 po północnej stronie prezbiterium wzniesiono kaplicę Matki Boskiej Szkaplerznej.
W roku 1826 rząd pruski skasował klasztor, a opuszczony zespół zaczął niszczeć. Od rozbiórki uratowało go przejęcie kościoła przez reformatów w 1856. Nowi właściciele przeprowadzili gruntowny remont. W tym samym czasie zabudowania klasztorne przejęła pruska armia zmieniając je na koszary, a następnie na więzienie. W 1899 dzięki abp. Florianowi Stablewskiemu kościół stał się świątynią parafialną dla Wildy, Rybak i Piasków.
Podczas II wojny światowej Niemcy zmienili kościół na magazyn niszcząc wiele zabytków (np. część zabytkowych stalli została potraktowana jako podpałka, podczas gdy z reszty zbudowano szalunki w rowach przeciwlotniczych). Podczas walk w 1945 zniszczeniu uległa część sklepienia i dwa z pięciu okien prezbiterium z maswerkami. Renowację przeprowadzono w latach 1946–1947.

## Architektura

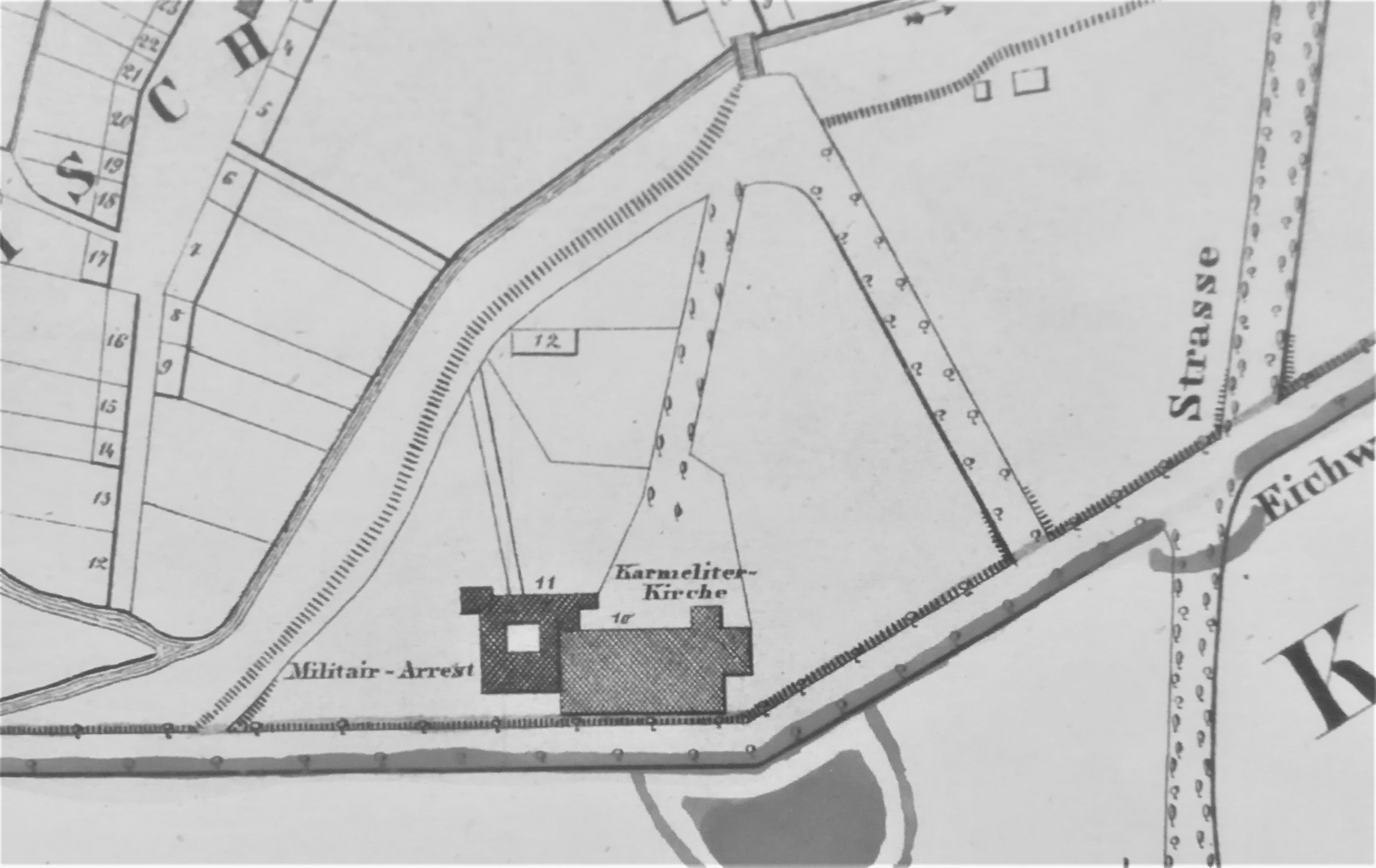
Kościół na mapie z 1856

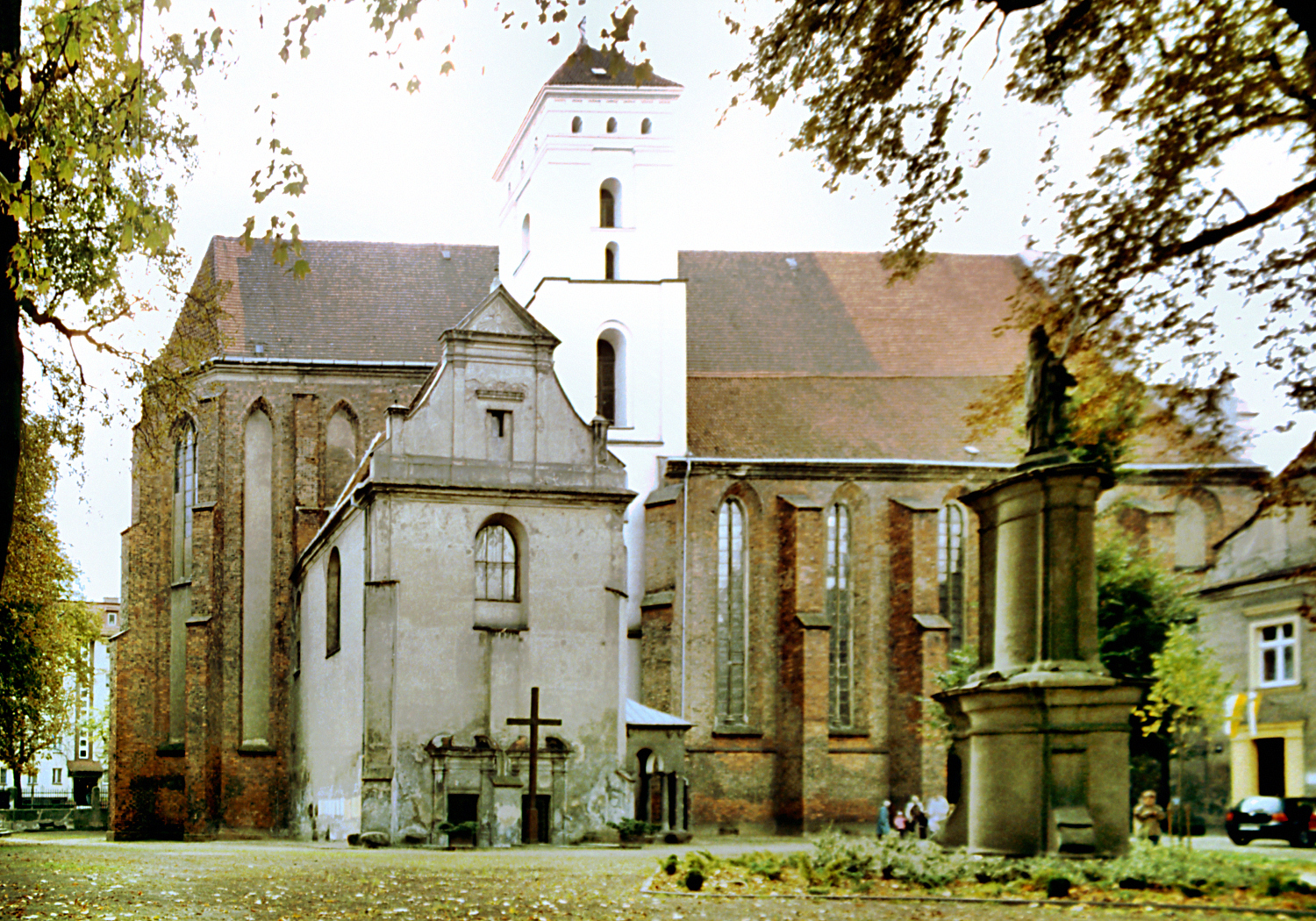
Widok kościoła od strony północnej

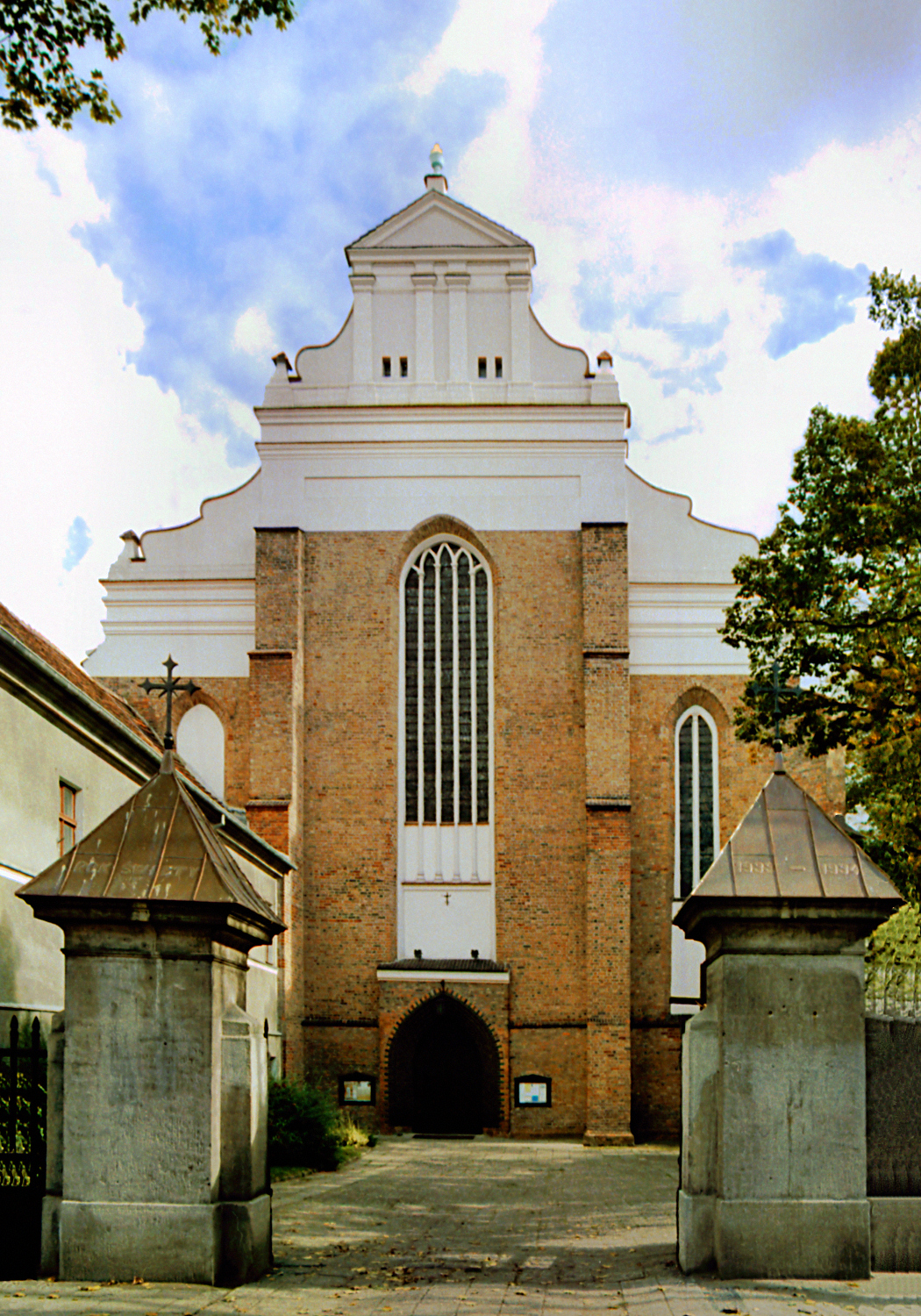
Wejście od strony zachodniej

Świątynia stoi na niewielkim dziedzińcu, który niegdyś był klasztornym cmentarzem, otoczonym ceglanym murem.
Przy dróżce wiodącej do wejścia stoi XVIII-wieczna figura proroka Eliasza, który trzyma w ręce płomienny miecz.
Wysoki korpus kościoła podpierają masywne, schodkowe skarpy, które sięgają aż do gzymsu wieńczącego. Rozwiązanie takie zostało narzucone średniowiecznym budowniczym przez podmokły teren na którym wzniesiono kościół. W wydłużonym prezbiterium trzy z pięciu okien posiadają oryginalne, XV-wieczne maswerki. Do prezbiterium przylega XVIII-wieczna zakrystia, której elewację ozdobiono rokokowymi pilastrami. W południowej elewacji kościoła widoczny jest oryginalny gotycki portal z glazurowanej cegły, który został odsłonięty podczas renowacji z lat 1922–1927. Wzorując się na nim odtworzono portale główny i północny. Skromny front zdominowany jest przez olbrzymie, pięciodzielne okno ze średniowiecznym laskowaniem. Tę fasadę wieńczy stosunkowo ubogi szczyt w stylu barokowym w którym widnieje płaskorzeźba kielicha i trzech hostii. Od zachodu do świątyni przylega zespół poklasztorny. Jest to dwukondygnacyjny budynek o czterech skrzydłach otaczający mały wirydarz pośrodku.

## Wnętrze

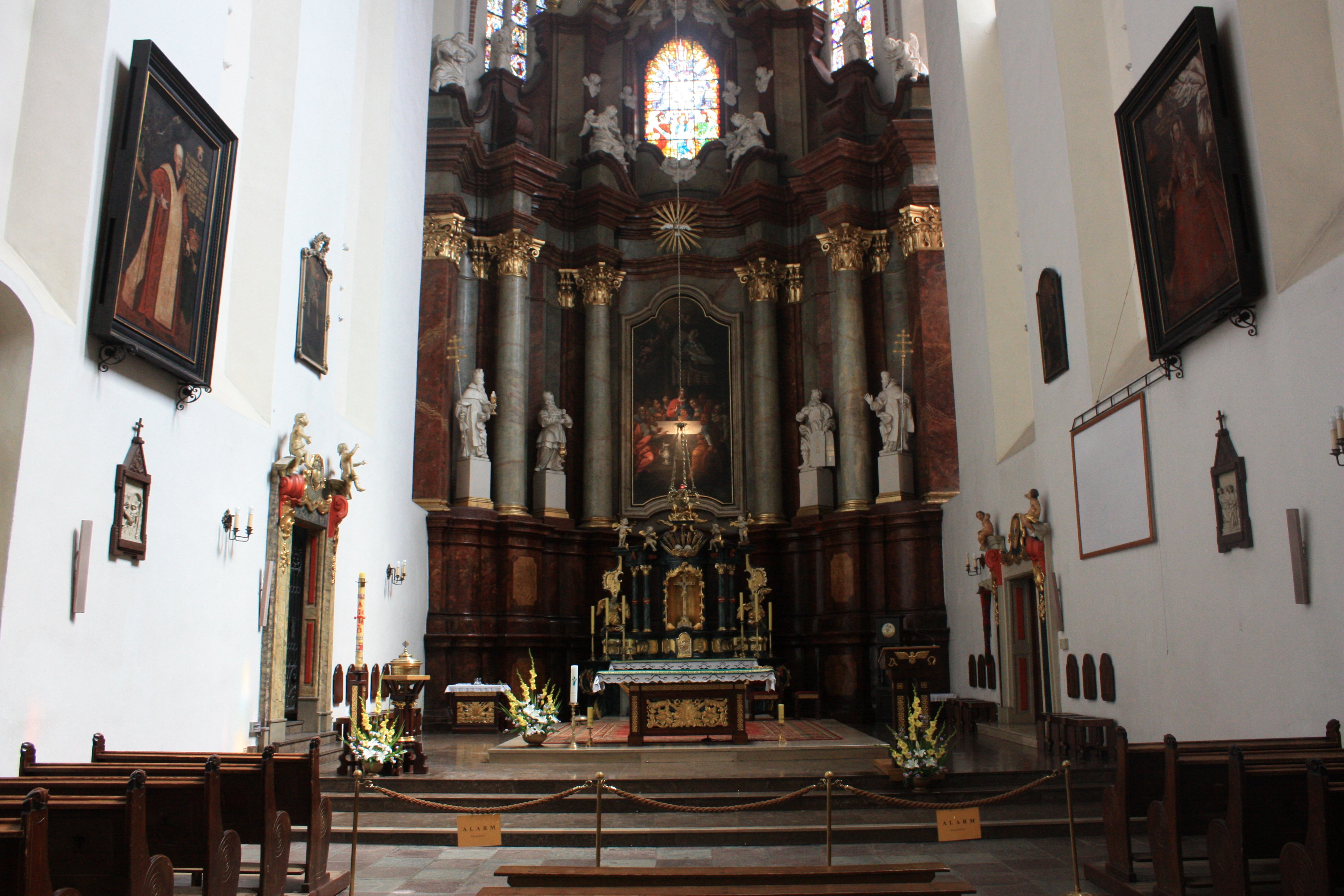
Ołtarz główny

Jest to pseudohalowa świątynia dzielona na trzy nawy. Pierwotnie przykrywały je sklepienia gwiaździste, które zachowało się jednak jedynie w nawach bocznych. Nawę główną przykrywa sklepienie kolebkowe z lunetami, zaś prezbiterium sklepienie krzyżowo-żebrowe. W sklepieniu nawy głównej znajduje się pięć, obramowanych sztukaterią malowideł z XVII wieku, które przedstawiają: Najświętszą Marie Pannę, św. Józefa z Dzieciątkiem Jezus i prorokiem Eliaszem, odnalezienie trzech hostii, przysięgę burmistrza Poznania na wierność Janowi Kazimierzowi oraz bł. Anioła Karmelitę z papieżem Damazym I. W nawach bocznych znajdują się trzy bogato zdobione i polichromowane konfesjonały, które również powstały w XVII wieku. Na środku nawy głównej znajduje się mały ołtarzyk z czterema brązowymi plakietami przedstawiającymi legendę o skradzionych hostiach. Pod ołtarzem znajdują się figury trzech Żydów topiących hostie w studzience. Na ścianach prezbiterium znajdują się pochodzące z 1665 roku portrety fundatorów – Władysława Jagiełły i Jadwigi, a także kolekcja blach herbowych i portretów trumiennych z XVII i XVIII wieku. 
W ołtarzu głównym znajduje się obraz Ostatnia Wieczerza nieznanego autora, zaś sam monumentalny ołtarz został wykonany ze sztucznego marmuru według projektu Pompeo Ferrarego, który zaprojektował również kaplicę Matki Bożej Szkaplerznej, podzieloną na dwa przęsła. Przęsło krótsze, od strony kościoła, mieści chór muzyczny z organami i balustradą o bogatej rokokowej ornamentyce, zaś większe przykrywa ukryta z zewnątrz kopuła z XVIII-wiecznymi freskami oparta na gurtach spływających na marmoryzowane pilastry. Po drugiej stronie znajduje się zakrystia z zachowanym XVIII-wiecznym wystrojem. Dekoracje sgraffitowe w kaplicy oraz witraże w oknach naw i szczytu wykonali w latach 1958–1962 Ł. i J. Oźminowie, zaś witraże w prezbiterium to projekt Stanisława Powalisza z 1950 roku.
Ze względu na swoje położenie blisko ówczesnego koryta Warty kościół był wielokrotnie zalewany. Świadczą o tym znaki i tablice – przy łuku tęczowym z 1698, przy bocznym wejściu do nawy północnej tablica z herbem Łodzia z 1736, zaś we wnętrzu, na ścianie frontowej, przy portalu znajdują się trzy tabliczki upamiętniające powodzie z 1698, 1736 i 1888
W przyziemiu budynku poklasztornego znajduje się duża sala ze sklepieniem gwiaździstym – prawdopodobnie dawny refektarz.